# Douglas Bader
Sir Douglas Robert Steuart Bader CBE (21 de fevereiro de 1910 — 5 de setembro de 1982) foi um ás da aviação da Força Aérea Real (RAF) durante a Segunda Guerra Mundial, creditado por abater 22 aeronaves alemãs.

## Biografia
Entrou para a RAF em 1928, acidentando-se em 14 de dezembro de 1931, numa pista de aterragem próximo de Reading, perdendo assim as duas pernas, com apenas 21 anos de idade. 
Depois de recuperar do seu grave estado, estando mesmo às portas da morte Douglas Bader pediu permissão para poder voltar a pilotar com os seus aviões, sendo que era um dos melhores aviadores daquela época. Assim voltando aos treinos, passando nos testes de admissão e tentando permanecer na RAF. mas foi afastado por questões médicas em 30 de abril de 1933. 
Com o início da Segunda Guerra Mundial em 1939, foi reintegrado nas forças armadas e requisitou sua transferência para a RAF. Integrado num esquadrão aéreo em 1940, Bader abateu os primeiros inimigos sobre Dunquerque, durante a Batalha da França.
Durante a Batalha da Grã-Bretanha, Bader tornou-se amigo e apoiante de Trafford Leigh-Mallory e sua nova táctica de combate aéreo chamada de "Big Wing", o que o levou a entrar em conflito com o Vice-Marechal-do-Ar Keith Park. 
Em 1941 a RAF adotou uma posição mais ofensiva, e Bader participou de incursões aéreas sobre diversas partes da Europa antes de ser obrigado a realizar um pouso forçado em território francês sob ocupação nazista. Capturado, passou o resto da guerra como prisioneiro, causando problemas para seus captores e efetuando diversas tentativas de fuga. Durante este período, conheceu e fez amizade com Adolf Galland, um célebre ás alemão. Libertado em abril de 1945, solicitou seu retorno às linhas de frente, mas o pedido foi negado. 
Bader terminou a guerra com 22 vitórias aéreas conquistadas num Hawker Hurricane e num Supermarine Spitfire e deu baixa definitiva da RAF em fevereiro de 1946.